# Marcelo Bboy
Marcelo de Souza Ribeiro (Bocaiúva, 6 de septiembre de 1982), más conocido como Marcelo Bboy, es un músico, modelo artístico y bailarín brasileño. Se dio a conocer en 2017 por ser el segundo hombre más tatuado del país, según la Asociación de Tatuadores y Perforadores de Brasil, tener el 96% de su cuerpo tatuado.

## Biografía
Marcelo nació en Bocaiúva, región metropolitana de Minas Gerais. Empezó a tener contacto e interés por el mundo de la música y los tatuajes, pero en su adolescencia pasó por momentos difíciles, por lo que empezó a tatuarse a los 15 años ha sufrido varias modificaciones corporales, como la inserción de colmillos en lugar de caninos y una lengua bífida. Padre de dos hijos y abuelo de un nieto, Marcelo trabaja como modelo artístico. Además, es una presencia garantizada en los principales eventos del medio.
Trabaja con la danza desde 2006 en grandes proyectos sociales para niños, adolescentes y ancianos. También incluye proyectos de la "Criança Esperança".
En 2011 entró en el mundo del tatuaje y solo entonces, en 2017, fui reconocido como uno de los hombres más tatuados del mundo.

## Discografía
- A Tattoo (2021)
- A Missão (2022)
- Eu Venci (2022)
- Olhos Tatuados (2022)
- O Bboy (2022)